# Vassili Papine
Vassili Viktorovich Papine (en russe : Василий Викторович Папин, en anglais : Vasily Papin; né le 21 septembre 1988 à Moscou) est un grand maître international d'échecs russe.

## Palmarès ors des compétitions de jeunes
Dans sa jeunesse, Vassili Papine participe à de nombreux tournois juniors nationaux et internationaux, notamment le championnat d'Europe d'échecs de la jeunesse, de Kallithea, en Grèce, en 2000, où il termine troisième. Il participe aussi au  championnat du monde d'échecs de la jeunesse et au championnat du monde d'échecs junior, lequel se joue à Istanbul en 2005. Entretemps, il se distingue en marquant 8 points sur 8 pour gagner un événement junior à Rybinsk, en 2004.

## Palmarès individuel en compétitions adultes
Vassili Papine remporte l'Orienta des maitres internationaux à Moscou en 2004/05, termine premier à égalité au championnat régional de Rostov-sur-le-Don en 2005, remporte l'open de Rybinsk toujours en 2005, remporte la coupe d'Azov en 2007 et termine troisième au tournoi des grands maîtres de Doubna en 2007,,,,.
Vassili Papine participe au championnat d'Europe d'échecs individuel en 2008, 2010, 2011 et 2012.
En 2009, Vassili Papine se distingue lors de trois tournois joués en Russie. Il partage ainsi la deuxième place lors de l'open Memorial Dorochkevitch qui se tient à Beloretchensk, puis remporte le championnat régional de Rostov-sur-le-Don et l'open de Volgodonsk ,,.
En 2010, Vassili Papine termine troisième au 64e championnat d'échecs blitz de Moscou, remporte la Coupe Nijni Don à Azov, partage le titre de championlos du Mirny Atom à Volgodonsk, en Russie et remporte le 5e Memorial Dvorkovich qui se joue à Taganrog. Toujours en 2010, il termine 5e du 11e championnat du monde d'échecs universitaire qui se déroule à Zurich, en Suisse,,,,,.
En 2011, Vassili Papine remporte conjointement le 6e Memorial Dvorkovich qui se déroule à Taganrog, en Russie, et il termine deuxième à égalité lors de la 26e Universiade d'été à Shenzhen, en Chine,. Il remporte le Tournoi Open F de Moscou, réservé aux étudiants, en 2012. L'année suivante, il s'impose lors de l'Open international de Nouvelle-Calédonie qui se tient à Nouméa. La même année, il partage aussi la première place au tournoi Australasian Masters GM Melbourne,,,,,,.
Il partage la première place à l'Open international "Taça Cuca SA" en 2014 à Luanda.

## Parcours en clubs
Vassili Papine joue dans le championnat d'Islande d'échecs des clubs et défend les couleurs du SV1930 Hockenheim dans la Bundesliga d'échecs allemande.

## Titres internationaux
Vassili Papine devient maître FIDE (MF) en 2003, puis maître international (MI) en 2006. Il reçoit le titre de Grand Maître international en février 2011, conséquence des normes qu'il a réalisées lors du 7e mémorial N.K. Aratovsky de 2007 à Saratov, et lors du mémorial Tchigorine à Saint-Pétersbourg, en 2009 et en 2010.